# Хоррокс, Джейн
Барбара Джейн Хоррокс (англ. Barbara Jane Horrocks; род. 18 января 1964) — британская актриса, певица и музыкант.

## Биография
Барбара Джейн Хоррокс родилась 18 января 1964 года в городе Роутенсталл графства Ланкашир, на северо-западе Англии в семье служащих.
Окончила Королевскую академию драматического искусства, где её сокурсниками были Рэйф Файнс и Клайв Оуэн.
Карьеру актрисы начала в Королевской шекспировской компании, работала в лондонском театре «Вест-Энд». В 1992 году сыграла главную роль в мюзикле Джима Картрайта «Взлёт и падение Голоска» («The Rise and Fall of Little Voice»), позднее экранизированного режиссёром Марком Херманом.
В кино и на телевидении начала сниматься с 1987 года, первый успех пришёл после исполнения роли Николя в фильме британского режиссёра Майка Ли «Сладости жизни» (1990). Наибольшую известность у телевизионной аудитории получила после участия в ситкоме «Ещё по одной» (Absolutely Fabulous, 1998).
Принимала участие в озвучивании мультфильмов, её голосом говорили персонажи анимационных лент: «Побег из курятника» (2000), «Труп невесты» (2005), «Гарфилд 2» (2006), «Феи» (2008).
В 2000 году записала альбом «Further Adventures of Little Voice», в котором прозвучали песни в её исполнении и дуэты с Юэном Макгрегором, Робби Уильямсом и Дином Мартином.
Замужем за драматургом Ником Вивьяном, двое детей.

## Избранная фильмография
- 1989 — Всё как надо / Getting It Right — Дженни
- 1990 — Ведьмы / The Witches — Сьюзен Ирвин
- 1990 — Мемфисская красотка / Memphis Belle — Фей
- 1990 — Сладости жизни / Life Is Sweet — Николя
- 1993 — Смертельный совет / Deadly Advice — Джоди
- 1996 — Голосок / Little Voice — Лора
- 2001 — Рождественская сказка / Christmas Carol: A Movie — Дух Прошлого (озвучивание)

## Награды и номинации
- Премия Ассоциации кинокритиков Лос-Анджелеса. Победитель в номинации «Лучшая женская роль второго плана» (за фильм «Сладости жизни», 1990)
- Премия Национального общества кинокритиков США. Победитель в номинации «Лучшая женская роль второго плана» (за фильм «Сладости жизни», 1992)
- Международный кинофестиваль в Каталонии. Победитель в номинации «Лучшая женская роль» (за фильм «Смертельный совет», 1994)
- «Золотой глобус». Номинация в категории «Лучшая женская роль (комедия или мюзикл)» (за фильм «Голосок», 1998)
- Премия британского независимого кино. Номинация в категории «Лучшая женская роль» (за фильм «Голосок», 1998)
- Премия BAFTA. Номинация в категории «Лучшая женская роль» (за фильм «Голосок», 1998)
- Премия Ассоциации кинокритиков Чикаго. Номинация в категории «Лучшая женская роль» (за фильм «Голосок», 1999)
- Премия Гильдии киноактёров США. Номинация в категории «Лучший актёрский состав в игровом кино» (за фильм «Голосок», 1999)
- Премия «Спутник». Номинация в категории «Лучшая женская роль» (за фильм «Голосок», 1999)
- Премия Гильдии киноактёров США. Номинация в категории «Лучшая женская роль» (за фильм «Голосок», 1999)